# Jennifer Lopez & Marc Anthony En Concierto

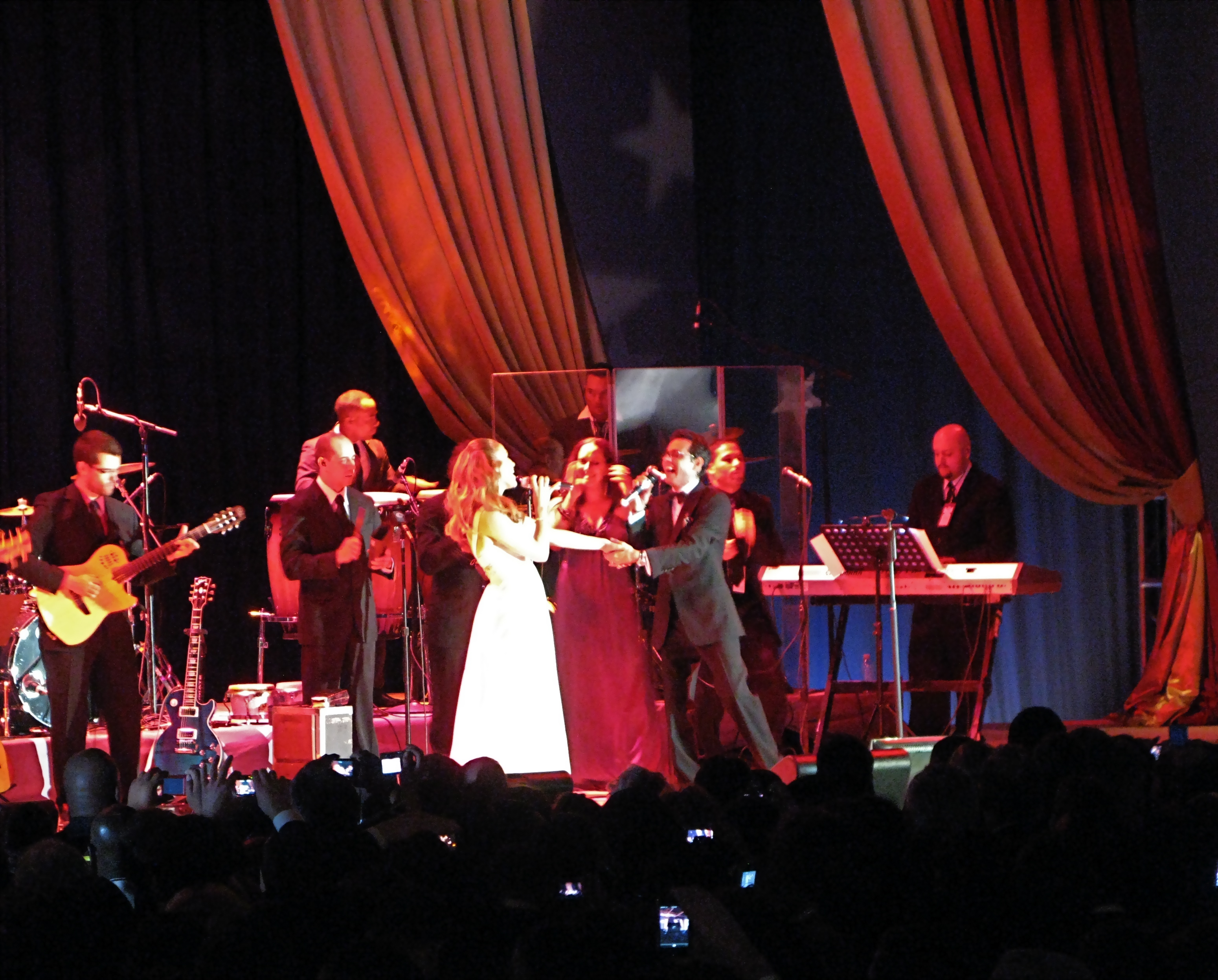
Jennifer Lopez singt mit ihrem Ehemann Marc Anthony auf der „Jennifer Lopez & Marc Anthony En Concierto“ Tour.

Jennifer Lopez & Marc Anthony En Concierto (auch bekannt als die El Cantante Tour, Juntos en Concierto 2007 oder Jennifer & Marc en Concierto) war eine Musiktournee der Superstars Jennifer Lopez und Marc Anthony. Die Tournee bestand nur aus 20 Konzerten in Nordamerika. Die Konzerte fanden im Herbst 2007 statt, gesponsert wurden die Konzerte von ING. Mit der Tour nahmen beide Musiker über 10 Millionen US-Dollar ein.

## Hintergrund
Live Nation gab im Sommer 2007 auf einer Pressekonferenz die Tournee von Jennifer Lopez und ihren Ehemann Marc Anthony bekannt. Für Lopez war dies die erste Tournee seit ihrer Let's Get Loud-Tour aus dem Jahre 2001. Nach der Veröffentlichung ihres vierten Albums Rebirth, plante Lopez eine Tour und erklärte: „Ich versuchte so oft eine Tour zu planen […] und ich plane wieder eine Tour, diesmal mit meinen geliebten Marc. Es ist aufregend. Ich weiß, es wird eine heiße Tournee“. Da Lopez sehr mit ihrer Schauspielkarriere beschäftigt war, musste die Tour einige Male verschoben werden. Lopez kommentierte weiterhin zur Tour: 
„Ich werde ein paar Lieder aus dem neuen Album vorstellen, auch welche aus meinem spanischen Album, und dann natürlich meine alten Standard-Hits. Viele meiner Fans haben mich mit diesen Liedern noch nicht gesehen, also werde ich die besten Songs aussuchen, die sie wollen.“

Anthony beschreibt die Tour folgendermaßen: 
„Es ist einfach eine Monster-Show. Es wird unglaublich sein, was wir in so wenigen Tagen erreichen werden, Ich sitze da und schaue mir ihre Setlist an, und es ist so aufregend. Ich bin so beeindruckt von ihr.“ 
Von jedem verkauften Ticket der Tournee wurde ein Dollar an „Run for Something Better“ – eine Organisation für arme Kinder, gespendet.

### Schwangerschaft
Während der Tournee berichteten viele Medien über Lopez’ Schwangerschaft. In den folgenden Tagen fotografierten Fotografen Lopez Tourkostüme, die am Po und Bauch weiter gemacht worden waren. Lopez und Anthony gaben dazu keine Statements ab. Nach dem Konzert in Miami gab Lopez ihre Schwangerschaft weltweit bekannt und führte ihre Tour planmäßig fort.

### Sonstiges
- Im Madison Square Garden in New York wurde Lopez während ihrer Darbietung von All I Have von LL Cool J und bei dem Lied Hold You Down von Fat Joe unterstützt.
- Me Haces Falta wurde nicht beim Konzert im Honda Center in Anaheim in Kalifornien gespielt.

## Tourdaten
| Nordamerika        |                  |                    |                          |
| 28. September 2007 | Atlantic City    | Vereinigte Staaten | Etess Arena              |
| 29. September 2007 | Atlantic City    | Vereinigte Staaten | Etess Arena              |
| 3. Oktober 2007    | Uncasville       | Vereinigte Staaten | Mohegan Sun Arena        |
| 5. Oktober 2007    | Washington, D.C. | Vereinigte Staaten | Verizon Center           |
| 7. Oktober 2007    | New York         | Vereinigte Staaten | Madison Square Garden    |
| 8. Oktober 2007    | New York         | Vereinigte Staaten | Madison Square Garden    |
| 10. Oktober 2007   | Toronto          | Kanada             | Air Canada Centre        |
| 12. Oktober 2007   | Montreal         | Kanada             | Bell Centre              |
| 14. Oktober 2007   | Chicago          | Vereinigte Staaten | United Center            |
| 17. Oktober 2007   | San Jose         | Vereinigte Staaten | HP Pavilion at San Jose  |
| 19. Oktober 2007   | Los Angeles      | Vereinigte Staaten | Staples Center           |
| 20. Oktober 2007   | Anaheim          | Vereinigte Staaten | Honda Center             |
| 24. Oktober 2007   | San Diego        | Vereinigte Staaten | Cox Arena at Aztec Bowl  |
| 26. Oktober 2007   | Las Vegas        | Vereinigte Staaten | MGM Grand Garden Arena   |
| 30. Oktober 2007   | Dallas           | Vereinigte Staaten | American Airlines Center |
| 31. Oktober 2007   | Houston          | Vereinigte Staaten | Toyota Center            |
| 2. November 2007   | Miami            | Vereinigte Staaten | American Airlines Arena  |
| 3. November 2007   | Miami            | Vereinigte Staaten | American Airlines Arena  |
| 4. November 2007   | Orlando          | Vereinigte Staaten | Amway Arena              |
| 7. November 2007   | Miami            | Vereinigte Staaten | American Airlines Arena  |

abgesagte Konzerte
| 23. November 2007 | San Juan, Puerto Rico | José Miguel Agrelot Coliseum  |  |
| 24. November 2007 | Caguas, Puerto Rico   | Coliseo Héctor Solá Besares   |  |
| 25. November 2007 | Ponce, Puerto Rico    | Juan Pachín Vicéns Auditorium |  |

Die Konzerte wurden wegen Lopez’ Schwangerschaft abgesagt

### Einnahmen
| Veranstaltungsort | Stadt             | verkaufte Tickets / verfügbare Tickets | Bruttoumsatz |
| ----------------- | ----------------- | -------------------------------------- | ------------ |
| Verizon Center    | Washington, D. C. | 9.006 / 15.504 (58 %)                  | $ 858.184    |
| Bell Centre       | Montreal          | 11.422 / 11.422 (100 %)                | $ 1.186.301  |